# Radio Moscow
A Radio Moscow egy amerikai együttes. 2003-ban alakultak meg az iowai Story City-ben. Zenéjük alapja a pszichedelikus rock, de blues rockot, garázsrockot, hard és acid rockot is játszanak.
Lemezeiket az Alive Naturalsound kiadó jelenteti meg.

## Tagok
- Parker Griggs – ének, gitár, dob, ütős hangszerek (2003 –)
- Anthony Meier – basszus (2013 –)
- Paul Marrone – dobok (2010, 2012 –)

## Diszkográfia
- Radio Moscow (2007)
- Brain Cycles (2009)
- The Great Escape of Leslie Magnafuzz (2011)
- Magical Dirt (2014)
- New Beginnings (2017)

## Egyéb kiadványok
- 3 and 3 Quarters (válogatáslemez, 2012)
- Rancho Tehama EP (2013)
- Live! in California (koncertalbum, 2016)